# Centrale de Saint-Alban-2
Ne doit pas être confondu avec Centrale nucléaire de Saint-Alban.
La centrale de Saint-Alban-2 est une ancienne centrale hydroélectrique située sur la rivière Sainte-Anne au niveau des gorges de la rivière Sainte-Anne à Saint-Alban au Québec (Canada). Elle a été construite entre 1925 et 1927 pour remplacer la centrale de Saint-Alban-1, qui a été détruite par une crue en 1924. Elle a été en fonction jusqu'en 1984. Elle a été aménagée au début des années 2000 pour être inclus dans le parc naturel régional de Portneuf.
La centrale, la cheminée d'équilibre, la conduite forcée ainsi que le barrage ont été cités comme immeuble patrimonial en 2002 par la municipalité de Saint-Alban.

## Histoire

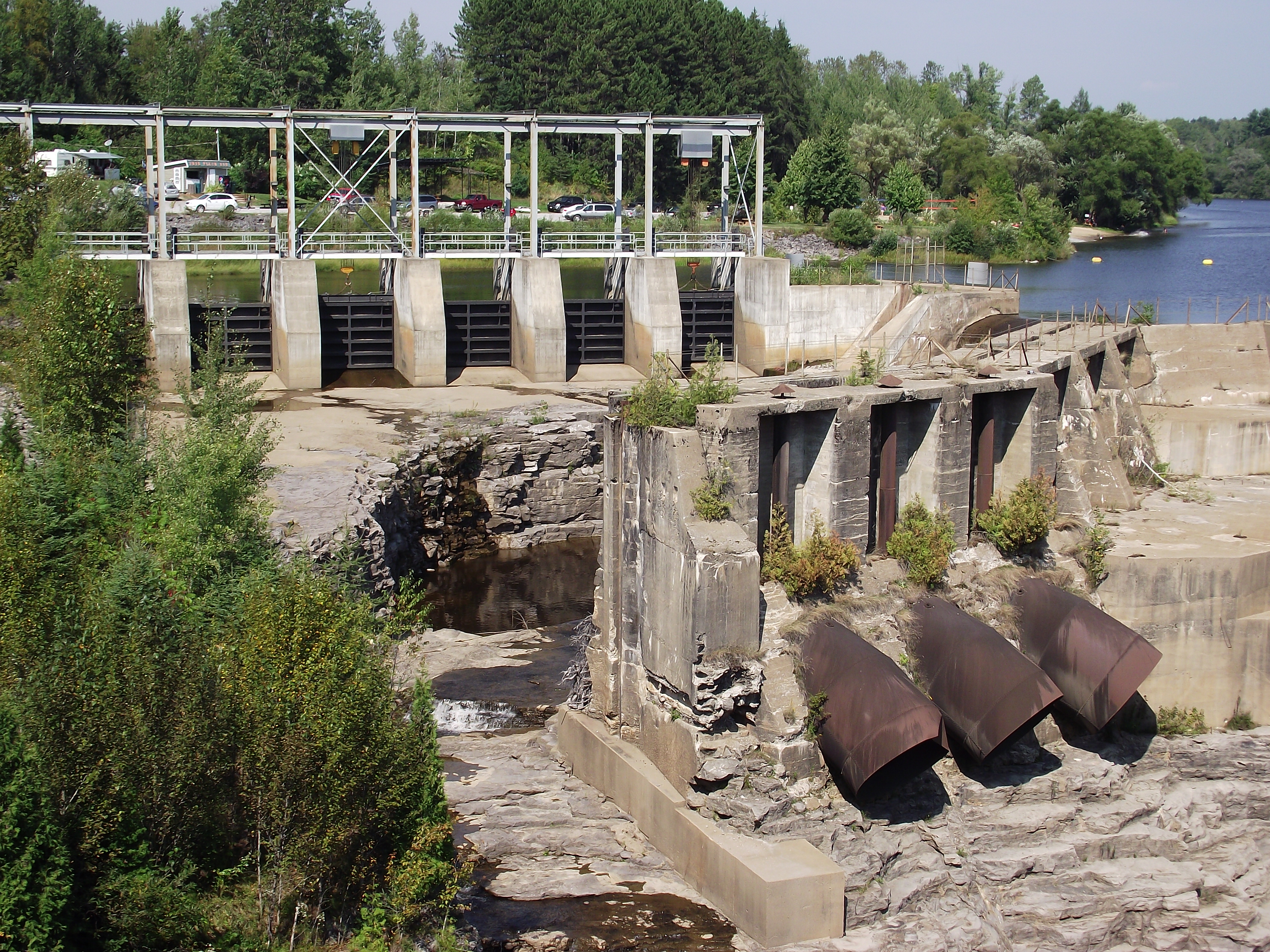
Vestiges de la centrale de Saint-Alban-1

La centrale de Saint-Alban-1 est construite entre 1911 et 1917 par la Compagnie hydraulique de Portneuf. En 1924, une crue détruit la centrale, provoquant la faillite de la compagnie. Une nouvelle centrale est construite par la Portneuf Power Company, une filiale de la Shawinigan Water and Power Company entre 1915 et 1927. La nouvelle centrale incorpore des éléments de l'ancienne centrale, dont le barrage-voûte. Elle construit de nouvelles structure, dont une centrale plus éloigné de la chute, une conduite forcée et une cheminée d'équilibre.
En 1963, à la suite de la nationalisation de l'électricité, la centrale passe au main d'Hydro-Québec. Elle est fermée en 1984. Une nouvelle centrale est aménagée au niveau du barrage en 1996 par Algonquin Power Fund. Au début des années 2000, le site de la centrale est aménagé pour accueillir l'un des secteurs du parc naturel régional de Portneuf. La centrale Saint-Alban-2 est citée comme immeuble patrimonial par la municipalité de Saint-Alban le 2 avril 2002.